# Consejo Internacional del Deporte Militar
El Consejo Internacional del Deporte Militar (Conseil International du Sport Militaire (CISM)), creado en 1948, es una de las organizaciones multidisciplinarias más grandes del mundo. El CISM es la segunda organización de disciplina multideportiva más grande después del Comité Olímpico Internacional, que organiza más de 20 competencias anualmente. Los soldados, que anteriormente se habían conocido en el campo de batalla, ahora se encuentran en el campo de deportes. Organiza diversos eventos deportivos, incluidos los Juegos Mundiales Militares y los Campeonatos Militares Mundiales para las Fuerzas Armadas de 134 países miembros. El objetivo de CISM es promover la actividad deportiva y la educación física entre las fuerzas armadas como un medio para fomentar la paz mundial. El lema de CISM es "Amistad a través del deporte" y se basa en tres pilares: el deporte, la educación y la solidaridad. Esto está de acuerdo con la filosofía y los ideales que se establecieron en la declaración de la misión de CISM en 1998, firmada por todos los países miembros. 
El actual Presidente del CISM es el Comandante de Marina Abdul Hakeem Al-Shino de Baréin y la Secretaría General se encuentra en Bruselas, Bélgica, bajo la dirección del Secretario General, el Coronel Dorah Mamby Koita de Guinea.

## Historia
El Consejo de Deportes de las Fuerzas Aliadas (Allied Forces Sports Council en idioma inglés) organizó en 1919 los primeros Juegos Interaliados en Joinville, París, Francia, con 1500 atletas compitiendo en 24 deportes que representaban a 18 naciones, y los segundos en Berlín, Alemania en 1946, pero el Consejo se extinguió en 1947.
El 18 de febrero de 1948 se funda el Consejo Internacional del Deporte Militar por Henri Debrus y Raoul Mollet, con Bélgica, Dinamarca, Francia, Luxemburgo y los Países Bajos como sus primeros cinco miembros. En 1950, Argentina y Egipto se hicieron miembros. En 1951, Estados Unidos de América se unió. En 1952, Irak, Líbano, Pakistán y Siria se convirtieron en miembros. Durante la Guerra Fría, los países miembros del Pacto de Varsovia se unieron al Comité Deportivo de los Ejércitos Aliados (SKDA) en lugar de CISM (el SKDA más tarde se fusionó con el CISM durante los años 90). En 1954, Brasil se unió a CISM. En 1985, Canadá se unió a CISM. En 1991-1995, después de la caída del Muro de Berlín, 31 nuevos países miembros se unieron al CISM. Este rápido progreso llevó al reconocimiento de instituciones internacionales como el COI. Antes de 1995, CISM organizaba de quince a veinte campeonatos mundiales por año. Desde 1995, CISM organiza cada cuatro años los Juegos Mundiales Militares, un evento multideportivo.

## Eventos deportivos
El CISM organiza los Juegos Mundiales Militares y los Campeonatos del Mundo Militares.